# Kambühl
Der Kambühl ist ein vollständig bewaldeter Berg im Osten des Wartburgkreises  in Thüringen, seine Höhe beträgt 453,6 m ü. HN.  Der Berg besteht aus Buntsandstein.
In Gipfelnähe treffen die Fluren der Ortsteile Sättelstädt, Sondra und Kälberfeld (alle in der Gemeinde Hörselberg-Hainich) und der zu Wutha-Farnroda gehörige Ortsteil Deubach aufeinander. Der Kambühl befindet sich etwa in der Mitte zwischen den beiden Landmarken Großer Hörselberg (484 m ü. HN) und dem Großen Wartberg bei Seebach (567,7 m ü. HN). Er bildet einen Abschnitt der Wasserscheide zwischen der Emse und dem Deubach im Flusssystem der Hörsel.
Die erste urkundliche Erwähnung als „Kabenbuhele“ datiert vom 30. Dezember (zwischen 1015 und 1018). In dieser Urkunde von Kaiser Heinrich wurde dem Kloster zu Fulda der Wildbann in dem thüringischen Gau und der Mark Lupenzo (Lupnitz) zugeeignet. Die Grenze der Mark Lupnitz wurde damals anhand markanter Berge, Bäume, Flussläufe und anderer Grenzpunkte beschrieben.
Der Kambühl gehört zum Sagenkreis der nahen Hörselberge. Er ist Schauplatz der Wilden Jagd in den Rauhnächten.